# Tityus gasci
Espèce
Tityus gasci est une espèce de scorpions de la famille des Buthidae.

## Distribution
Cette espèce se rencontre en Guyane, au Brésil, au Pérou et en Équateur,.

## Description
Le mâle holotype mesure 63,4 mm.

## Étymologie
Cette espèce est nommée en l'honneur de Jean-Pierre Gasc.

## Publication originale
- Lourenço, 1982 : « Tityus gasci, nouvelle espèce de scorpion Buthidae de Guyane française. » Bulletin du Muséum National d'Histoire Naturelle Section A Zoologie Biologie et Écologie Animales, sér. 4, vol. 3, no 3, p. 841-845 (texte intégral).